# 宇智網通
宇智網通股份有限公司（英語：U-MEDIA Communications, Inc.），簡稱宇智、宇智網通(英語：U-MEDIA)，為台灣無線通訊設備製造商，主要經營業務：設計及製造以無線寬頻及數位串流為核心技術之網路通訊設備。

## 公司概要
宇智網通成立於2004年，總公司設立於台灣新竹市，主要產品包括：4G電信用戶端設備（CPE），M2M裝置、高性能無線網路路由器，及多媒體數位閘道器等。於2015年11月3日在台灣上櫃掛牌交易，股票代號6470。

## 外部連結
- 宇智網通（页面存档备份，存于）
- 公開資訊觀測站（页面存档备份，存于）